# Bitwa pod Courtrai
Bitwa pod Courtrai – starcie zbrojne, które miało miejsce w roku 1302 w trakcie powstania tkaczy w Brugii.
W 1301 król Francji Filip IV Piękny wkroczył do Flandrii i zażądał od hrabstwa wysokiej kontrybucji. Tyrańskie rządy Francuzów spowodowały bunt mieszczan. 18 maja 1302 tkacze brugijscy pod wodzą Pietera de Conincka dokonali rzezi rycerstwa francuskiego (tzw. jutrznie brugijskie). Zginął każdy, kto nie potrafił wymówić poprawnie formuły Scilt ende vrient – tarcza i przyjaciel. Po wypędzeniu Francuzów z Brugii mieszczanie sami zaprowadzili rządy demokratyczne. Do powstania przyłączyły się też inne miasta flandryjskie.
Wkrótce doszło do decydującej bitwy z Francuzami. Siły powstańców składające się z chłopów, farbiarzy, tkaczy i rzeźników flamandzkich uzbrojonych w topory, widły, piki i goedendagi liczyły, według różnych szacunków, od 9000 do 60 000 ludzi.
Pod Courtrai armia powstańców pokonała doborową armię francuską zrzeszającą kwiat rycerstwa europejskiego. O rozmiarach klęski świadczyło 700 złotych ostróg znalezionych po bitwie, od których starcie określane jest mianem bitwy złotych ostróg (niderl. Guldensporenslag, fr. Bataille des éperons d’or). W trakcie bitwy poległ także dowodzący Francuzami Robert II Szlachetny. Bitwa była pierwszym sygnałem kryzysu feudalnej jazdy, która z coraz większym trudem mogła stawiać czoła sprawnie zorganizowanej piechocie. Do klęski Francuzów przyczyniła się brawura rycerstwa, a także umiejętne stosowanie przeciwkawaleryjskich środków walki (m.in. zamaskowanej fosy).
Bitwa pod Courtrai przywróciła samorządność w miastach flamandzkich.
Dewizą Orderu Lwa Flamandzkiego jest pochodzące z bitwy pod Courtrai zawołanie bojowe powstańców flamandzkich „Vlaenderen die Leu” (Flandria i lew).